# Jacques de la Croix
 (novembre 2015).
Si vous disposez d'ouvrages ou d'articles de référence ou si vous connaissez des sites web de qualité traitant du thème abordé ici, merci de compléter l'article en donnant les références utiles à sa vérifiabilité et en les liant à la section « Notes et références ».
Jacques de la Croix, né le 23 octobre 1912 à Lorient et mort à Nantes le 5 août 1996, est un écrivain français, auteur et compositeur de plusieurs recueils de chants ou de romans, écrits pour les mouvements de jeunesse en particulier pour les scouts.

## Biographie
Après une licence de droit et une licence d’histoire, il est diplômé de Sciences Po Paris (1938 - section diplomatique), puis est reçu au Concours des Affaires étrangères (1940). Jacques de la Croix a passé la plus grande partie de sa vie en Bretagne, à Nantes, où il est nommé directeur de la RTF puis de l'ORTF. Un de ses chants, S’en allaient trois garçons , a acquis une particulière célébrité, repris par les troupes parachutistes et, en 2014, par Laurent Voulzy et Alain Souchon.
Son fils Thierry de la Croix, poète et philosophe, a créé et dirige les éditions Michel de Maule à Paris. Son fils Philip, après avoir été journaliste musical, dirige une société d’ingénierie culturelle et de management d'artistes, Musica Prima.

## Recueils de chants
- Chantons… la vie est si belle, La Jeune Aube, Paris, 1942[1]
- Chant du cœur content, La Jeune Aube, Paris, 1943
- Chants des jours heureux, éditions Fortin, 1945
- Chants des quatre routes, éditions du Bouvreuil, 1945
- Chants de la route et de la mer, Henri Lemoine et Cie, 1947
- Les Plus Beaux Chants des jeunes – Ier recueil – Folklore français et étranger, éditions du Bouvreuil, 1947

Divers recueils ont repris les chants de Jacques de la Croix, dont Mon carnet de chants scouts de Pierre Joubert et Valérien Maxime de Monford (éditions Marabout, 2015).